# Walki o Łuków
Walki o Łuków – starcie zbrojne mające miejsce 23 lipca 1944 między wojskami Armii Czerwonej, wspieranymi przez oddział Armii Krajowej, a wojskami niemieckimi, skutkujące zdobyciem Łukowa i zakończeniem władzy reżimu III Rzeszy w mieście i okolicy.

## Przebieg walk
Miasto, jako ważny węzeł komunikacyjny dla niemieckiego dowództwa, zostało przygotowane do solidnej obrony. Przeznaczono do niej bataliony z 131 i 342 Dywizji Piechoty, którym zapewniono wsparcie artyleryjskie i pancerne. Oprócz czołgów, wspomniane bataliony miały wspierać dwa pociągi pancerne.
Dowództwo Armii Czerwonej do zdobycia miasta wyznaczyło 11 Korpus Pancerny, dowodzony przez gen. Filipa Rudkina i 2 Gwardyjski Korpus Kawalerii pod dowództwem gen. Władimira Kriukowa.
W boju o miasto, przede wszystkim w zaciętych walkach o śródmieście, uczestniczyli partyzanci z 9 Dywizji Piechoty Armii Krajowej, dowodzeni przez majora Wacława Rejmaka Ostoję. Pomimo wsparcia udzielonego żołnierzom Armii Radzieckiej przez partyzantów z Armii Krajowej, walki w Łukowie trwały aż do godziny 21:00. 

## Upamiętnienie
W latach 1960–2018 partyzantów z Armii Krajowej i żołnierzy Armii Czerwonej, uczestniczących w walkach, upamiętniał pomnik w Łukowie, w którym umieszczono urnę z ziemią z miejsca walk oraz napis: Bohaterskim żołnierzom armii radzieckiej i polskiej poległym w walkach o wyzwolenie Ziemi Łukowskiej.